# John Leslie Marshall
John Leslie Marshall (n. 19 august 1940) este un om politic britanic, membru al Parlamentului European în perioadele 1979-1984 și 1984-1989 din partea Regatului Unit. 
1. 1 2  Hansard 1803–2005
2. ↑  Deputații în Parlamentul European